# WxPerl
wxPerl je perl modul napsaný Mattiou Barbonem, umožňující tvorbu grafického uživatelského rozhraní (GUI) v programovacím jazyku Perl. Je napsán v XS-wrapperu pro wxWidgets (C++ GUI widget toolkit). wxPerl je stejně jako Perl a wxWidgets free software.